# Москаленчик, Илья Андреевич
Илья Андреевич Москаленчик (бел. Ілья Андрэевіч Маскаленчык; род. 4 мая 2003, Лесной, Минская область) — белорусский футболист, защитник тульского «Арсенала».

## Карьера

### «Динамо-Брест»
Воспитанник футбольной академии «Минска». В 2018 году футболист был замечен специалистами брестского «Динамо», где затем и продолжил выступать на юношеском уровне. В январе 2021 года футболист перешёл в брестский «Рух», где представлял дублирующий состав. В июле 2021 года вернулся в «Динамо» на правах арендного соглашения до конца сезона. Дебютировал за клуб 29 июля 2021 года в матче квалификации Лиги конференций УЕФА против чешской «Виктории», выйдя на замену на 84 минуте. Дебютный матч в Высшей лиге сыграл 2 августа 2021 года против гродненского «Немана». Затем закрепился в основной команде брестчан, став одним из ключевых защитников во второй половине чемпионата. По окончании арендного соглашения покинул клуб.

### «Зенит-2»
В марте 2022 года перешёл в российский клуб «Зенит-2» за сумму порядка 45 тысяч евро. Контракт с игроком был заключён до конца июня 2025 года. Дебютировал за клуб 10 апреля 2022 года в матче против клуба «Знамя Труда», выйдя на замену в начале второго тайма. Первым результативным действием отличился 24 апреля 2022 года против дзержинского «Химика», отдав голевую передачу и также получив своё первое предупреждение. В своём дебютном сезоне провёл за клуб 6 матчей.
Новый сезон начал 24 июля 2022 года с матча против клуба «Енисей-2», выйдя на замену на 61 минуте. Дебютный гол за клуб забил 5 августа 2022 года петербургского «Динамо». Затем футболист быстро стал одним из ключевых игроков в команде, став получать больше практики, выходя в стартовом составе. В конце мая 2023 года футболист попал в заявку основной команды петербургского «Зенита» на матч против «Сочи». По итогу сезона футболист в составе основной команды «Зенита» попал в заявку в 2 последних матчах, в которых остался на скамейке запасных, однако заработал золотые медали российской Премьер-лиги.
Летом 2023 года футболист продолжил готовиться к новому сезону с «Зенитом-2». Первый матч сыграл 22 июля 2023 года против клуба «Енисей-2», выйдя на поле в стартовом составе. В сентябре 2023 года футболист снова попал в заявку основной команды петербургского клуб на матч Кубка России против грозненского «Ахмата». Первым результативным действием за клуб в сезоне футболист отличился 12 ноября 2024 года в матче против московского «Динамо-2», отдав голевую передачу. По итогу сезона футболист вместе с клубом завершил чемпионат на итоговом втором месте в своей группе.

#### Аренда в «Тюмень»
В декабре 2023 года футболист был арендован российской «Тюменью» до конца сезона. Дебютировал за клуб футболист 4 марта 2024 года в матче против московских «Химок», выйдя на поле в стартовом составе.

## Международная карьера
В сентябре 2022 года был вызван в молодёжную сборную Беларуси. Дебютировал за сборную 21 сентября 2022 года против молодёжной сборной России.

## Достижения
Сборные
Беларусь (до 17)
- Обладатель Кубка Развития: 2020